# Georg Daniel Speer
Georg Daniel Speer (gedoopt: Breslau, 2 juli 1636 – Göppingen, 5 oktober 1707) was een Duits componist en schrijver.

## Levensloop
Speer werd op 2 juli 1636 gedoopt in Breslau, het tegenwoordige Wrocław in Polen. Hij was de zoon van een pelswerker uit Breslau. Hij ging verschillende jaren naar het Maria-Magdalenen-Gymnasium, maar hij verloor al vroeg zijn ouders en groeide in een weeshuis op, uit dat hij later zal uitbreken. Het begon een zwervend leven wat hem onder andere in de Slowakije, naar Hongarije en naar Roemenië gebracht heeft, want hij had omvangrijke kennis van deze en andere landen op het Balkan. Hij was een bepaalde tijd ook wel oorlogs-trompettist en leger-paukenist. Het is niet bekend waarom hij plotseling in het Zuiden van Duitsland was. In 1665-67 liet hij zich in het Stuttgarter Paedagogium "bei der Music gebrauchen". Vanaf 1667 is hij in ieder geval kerkmusicus en organist in Göppingen, waar hij ook als leraar werkt. Het is goed mogelijk dat hij tevoren al sinds 1664 ook in Tübingen werkzaam was. Van 1670 tot 1672 was hij leraar (Provisor) aan de Latijnschool in Leonberg. 
Hij was gehuwd met een Appolonia Buttersack, dochter van een organist en leraar. 
In Göttingen had hij voor het eerst een langer verblijf en hij kon zich naast de muziek ook de literaire genres toewijden. In deze productiefase ontstonden talrijke composities, maar ook literaire publicaties. Zijn patriottische oproepen tegen de Franse bezetting brachten hem in 1689 een gevangenisstraf op de Burgt Hohen Neuffen in. Na de vrijlating kwam hij eerst naar Waiblingen, maar al gauw was hij weer in Göppingen, waar hij nog uitsluitend composities schreef tot hij op 71-jarige leeftijd in Göppingen overleed. 
Van hem is het citaat bekend, dat ook als zijn muzikaal credo kan beschouwd worden: "Die Music ist eine liebliche zu Gottes Lob gehörende schöne Freye Kunst“!

## Composities
- Aufzugsmusik
- Dances from the Musical "Turkish Eulenspiegel", voor twee violen
- Intrade
- 6 Sonaten uit "Türkischer Eulenspiegel", voor twee trompetten en 3 trombones
- Sonate a 4
- Sonata C Dur aus "Neugebachene Taffel-Schnitz"
- Sonata in a-klein, voor vier trombones
- Sonata in d-klein, voor vier trombones
- Sonata in e-klein, voor vier trombones
- Sonata, voor vier trombones en orgel
- Sonata, voor vier trombones
- Sonata in C, voor vier trombones en basso continuo
- Sonata in G, voor twee trompetten, twee trombones, orgel en pauken
- Sonata Nr. 7, voor 4 trombones en basso continuo
- Sonata Nr. 12 in Bes-groot
- Sonata Nr. 13 in F-groot
- Sonata Nr. 14 in Bes-groot
- Sonate Nr. 28, voor twee trompetten en 3 trombones
- Sonate und Gigue, voor twee violen, trombone en basso continuo
- Zwei Sonaten in C, voor 2 trompetten, 3 trombones en basso continuo
- Zwei Sonaten in C, voor trompet, 3 trombones en basso continuo
- Zwei Sonaten, voor twee of meer fagotten
- Zwei Sonaten, voor 2 trompetten in C, tenortrombone, 2 bastrombones en orgel
- Zwei Sonaten, voor 2 trompetten in C, tenortrombone, 2 bastrombones en orgel
- Zwei Sonaten, voor 3 trombones
- Zwei Sonaten, voor 3 trombones en orgel

### Werken voor piano
- Rudimental Tutor On Keyboard Playing (1697, 1687)

## Publicaties
- Daniel Speer: Musikalische ABC oder auserlesene Sprüche der hlg. Schrift nach Ordnung des Alphabets, 1671, in deze verzameling waren 24 Motettes en kleine geestelijke concerten onthouden. Jammer is, dat zij verloren gegaan is.
- Daniel Speer: Evangelische Seelengedanken I u. II, 1681/82, een verzameling van verschillende concerten
- Daniel Speer: Dacianischer Simplicissimus, Ungarischer oder dacianischer Simplicissimus (1683). 239 p.,
- Daniel Speer: Türckischer Vagant/ Oder Umschweiffend-Türckischer Handels-Mann, Ulm, 1683
- Daniel Speer: Zwey Nachdänckliche Traum-Gesichte/ Von Deß Türcken Untergang. Zweifels ohn Von Göttlicher Direction, 1684
- Daniel Speer: Musikalischer Leuthespiegel, 1687 een verzameling van Quodlibets
- Daniel Speer: Grundrichtiger Unterricht der musikalischen Kunst oder vierfaches musikalisches Kleeblatt - Worinnen zu ersehen/ wie man füglich und in kurtzer Zeit I. Choral- und Figural-Singen. II. Das Clavier und General-Bass tractiren. III. Allerhand Instrumenta greiffen/ und blasen lernen kan. IV. Vocaliter und Instrumentaliter componiren soll lernen, Ulm, Verlag Georg Wilhelm Kühnen, 1687, 1689, 1697, (Nieuwe uitgave: Leipzig, 1974), 289 p.
- Daniel Speer: Musikalisch-Türckischer Eulen-Spiegel, Ulm, 1688 (Nieuwe uitgave: Bratislava, 1971)
- Daniel Speer: Philomela angelica, 1688
- Daniel Speer: Der durch das Schorndorffische und Göppingische Weiber-Volck Geschichterte Hahn, Oder: eine kurtzbündige Relation alles dessen, so bey Einfallung der Frantzösischen Trouppen in das Würtenbergische vorgefallen, Ulm, 1688
- Daniel Speer: Der in plutonis Reich und Rachen eine Zeitlang gesteckte, nunmehro wieder erwacht- und auf-erstandene grausame Nordbrenner de la Brosse, oder, Des annoch regierenden Königs in Franckreich Ludovici XIV .., Cölln: 1689, (Nieuwe uitgave: New Haven : Research Publications, 1973)
- Daniel Speer: Jubilum coeleste, 1692, een Koraalzangboek met 316 melodieën en Latijnse en Duitse Aria's naast Generalbasbegeleiding
- Daniel Speer: Musikalisches Kleeblatt, 1696/97
- Daniel Speer: Choral Gesang-Buch Auff das Clavir oder Orgel; Worinnen aller brauchbaren Kirchen- und Hauß-Gesängen eigene Melodeyen/ in Noten-Satz mit 2. Stimmen/ als: Discant und Bass unter einander: Neben einem Anhang vieler auserlesener Arien, und neu-eingeführter schöner Geistreicher Lieder auff allerley Fälle zu gebrauchen / ..., Stuttgart: Melchior Gerhard Lorbeer, 1702